# Jetty Cantor

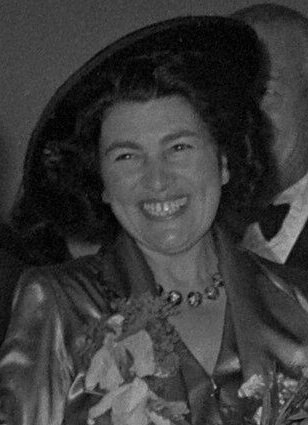
Jetty Cantor (1953)

Jetty Cantor (geboren als Henriëtte Frank 16. Mai 1903 in Den Haag; gestorben 23. April 1992 in Hilversum) war eine niederländische Sängerin, Violinistin und Schauspielerin.

## Leben
Henriëtte Frank besuchte zeitweise in Deutschland die Schule, da ihre Mutter dort Schauspielengagements hatte. In Den Haag studierte sie am Koninklijk Conservatorium Violine und Gesang. Sie hatte ihre ersten Auftritte und ihre ersten Tonaufnahmen als Sängerin in Berlin in deutscher Sprache. In den 30er-Jahren trat sie in den Niederlanden bei Louis Davids in dessen Kabarett und mit dem Entertainer Bob Scholte auf. Sie war mit Maurice Cantor verheiratet. Ihre Auftritte bei der Rundfunkgesellschaft AVRO fanden ein jähes Ende, als 1940 nach der deutschen Besetzung der Niederlande judenfeindliche Maßnahmen eingeführt wurden und die niederländischen Kollaborateure sich dem nicht entziehen wollten.
Cantor und ihr Mann wurden zunächst in Amsterdam ghettoisiert und danach in das Durchgangslager Westerbork deportiert. Dort wirkte sie an den von Max Ehrlich gestalteten Theaterabenden mit und ihr Mann spielte im Lagerorchester. Im August 1944 wurde Cantor in das Ghetto Theresienstadt überstellt und sie wurde dort von der Lagerleitung im Häftlingsorchester eingesetzt, das auch im Deutschen Reich verbotene Jazz-Stücke spielen durfte. Nach ihrem Weitertransport in das KZ Auschwitz-Birkenau wurde sie Violinistin im Frauenorchester des Lagers und überlebte so den Holocaust.

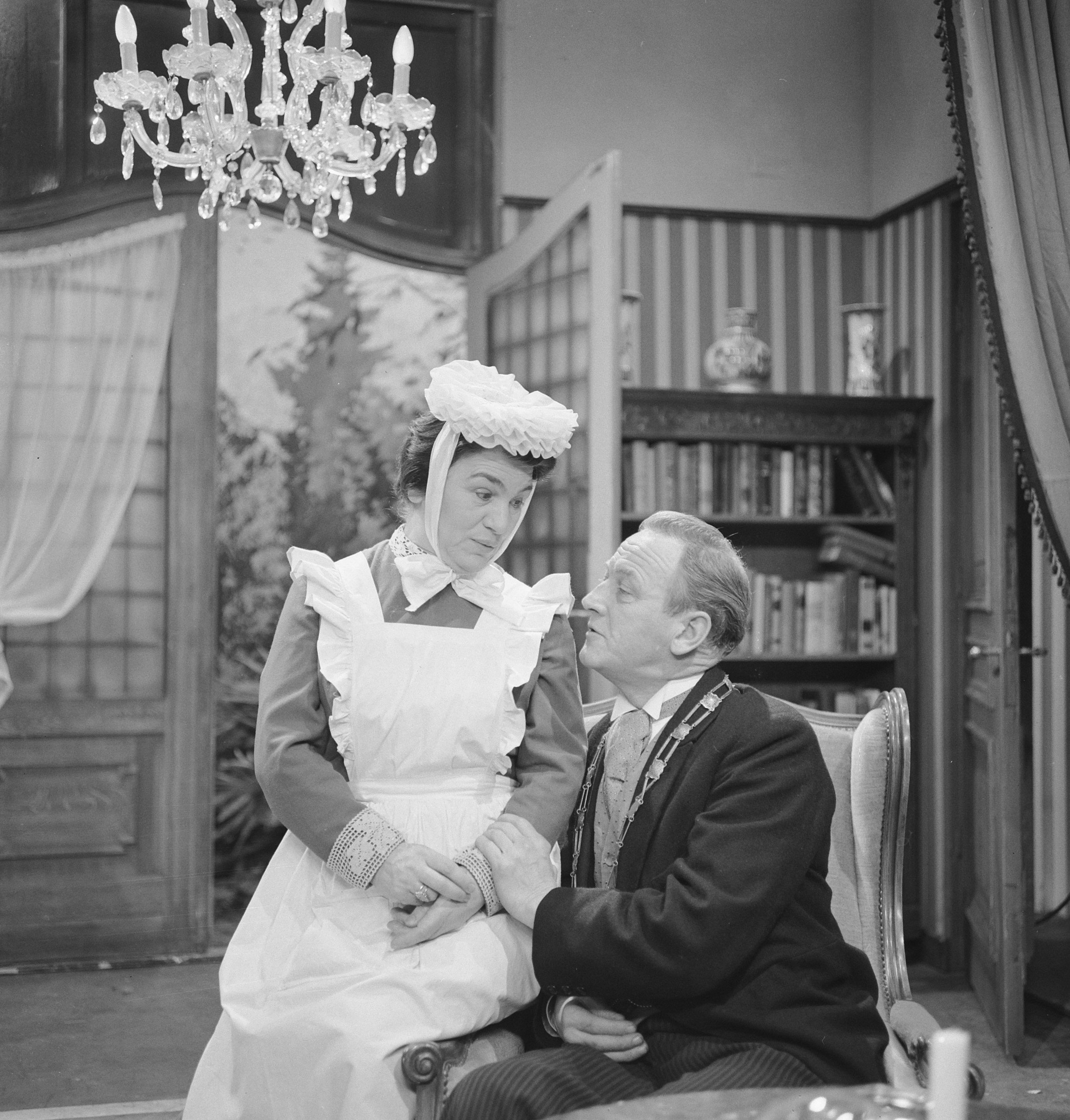
Jetty Cantor und Rien van Nunen in Swiebertje (1964)

Auch ihr Mann Mozes Cantor überlebte die KZ-Haft. Nach der Befreiung ging es Cantor gesundheitlich zunächst sehr schlecht, so dass sie nicht auf der Bühne auftreten konnte. Sie konzentrierte sich auf eine eigene Radioserie Radiostad Comedie. Von 1963 bis 1965 spielte sie im Fernsehen in der beliebten Serie Swiebertje die Rolle der Saartje. 1979 erhielt sie den Ritterorden von Oranien-Nassau, 1982 beendete sie ihre Karriere.
Sie hat den Sohn Jacob Cantor. 1948 wurden sie und Mozes Cantor geschieden, sie heiratete später den Künstler Johannes Fresco.